# Dubovszky Károly
Dubovszky Károly (Temerin, 1822 – Székesfehérvár, 1903. március 6.) császári és királyi törzsorvos, 1848-as honvédfőorvos.

## Élete
Temerinből, Bács vármegyéből származott, Dubovszky István tiszttartó és Hury Teréz fiaként született. Felesége Schlosser Klementina volt.

## Munkái
- Dissertatio inaug. medica de morbis lactantium, Budae, 1847.